# Fuegiphoxus fuegiensis
Fuegiphoxus fuegiensis is een vlokreeftensoort uit de familie van de Phoxocephalidae. De wetenschappelijke naam van de soort is voor het eerst geldig gepubliceerd in 1931 door Schellenberg.